# زبابة ألاسكية
زبابة ألاسكية (الاسم العلمي: Sorex alaskanus) (بالإنجليزية: Glacier Bay Water Shrew)‏ هي نوع من الثدييات يتبع جنس الزبابة من فصيلة الزبابات.